# The Haverstraw Tunnel
The Haverstraw Tunnel er en amerikansk stumfilm fra 1897.